# Август Вільгельм Прусський (1887–1949)
Принц Август Вільгельм Генріх Гюнтер Віктор Прусський (нім. August Wilhelm Heinrich Günter Viktor Prinz von Preussen; 29 січня 1887, Потсдам — 25 березня 1949, Штутгарт) — прусський і німецький принц з династії Гогенцоллернів, обергруппенфюрер СА (9 листопада 1939).

## Життєпис

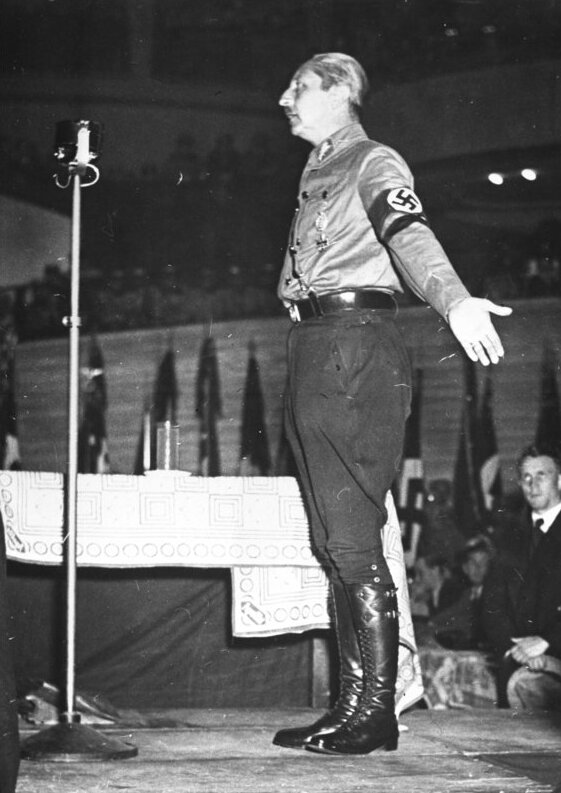
Август Вільгельм в уніформі СА виступає на мітингу НСДАП в Берлінському палаці спорту (1932)

Народився в Потсдамі, коли в Німеччині ще правил його дід Вільгельм I. Він був четвертим сином майбутнього німецького імператора Вільгельма II і його першої дружини Августи Вікторії. Август Вільгельм, як і всі прусські принци, навчався в Плені.
У 1905 склав іспит на офіцера, з червня перебував на дійсній військовій службі в 1-му гвардійському піхотному полку. У 1906-1908 був слухачем курсів в Боннському, Страсбурзькому і Берлінському університетах, потім стажувався в різних вищих урядових установах. У 1907 році отримав вчений ступінь доктора політології.
Учасник Першої світової війни, офіцер штабу 2-ї армії, потім інспектор 7-ї армії, групи армій в Македонії та Росії (Білосток). У жовтні 1918 звільнений у відставку в званні оберста.
Після краху монархії залишився в Німеччині, працював у банку «Ф. В. Краузе», навчався живопису в Академії мистецтв у Шарлоттенбурзі у професора Кемпфа. З 1927 року - член «Сталевого шолома», в 1929 році через розбіжності з його керівництвом вийшов зі складу організації.
Восени 1929 почав співпрацювати з НСДАП, а в березні 1930 вступив в партію. Брав активну участь в передвиборних кампаніях нацистів, в 1931 під час мітингу в Кенігсберзі був заарештований поліцією. Ім'я Августа Вільгельма широко використовувалося нацистською пропагандою для залучення на бік НСДАП монархічно налаштованих верств населення. У 1931 вступив в СА і отримав чин штандартенфюрера. З 1932 — депутат ландтагу Пруссії. У березні 1933 обраний до Рейхстагу від Потсдама; з 23 липня 1933 — прусський державний радник.
Після приходу НСДАП до влади великої політичної ролі не грав, але залишався прихильником нацизму.
У травні 1945 заарештований американцями і засуджений до 3 років тюремного ув'язнення.

## Сім'я
У 1908 році принц одружився зі своєю двоюрідною сестрою, Александрою Вікторією Глюксбурзькою. У своєму палаці пара влаштувала науково-художній салон. У 1912 році народився єдина дитина пари - принц Александр Фердинанд Прусський. В 1920 році пара розлучилась.

## Нагороди
- Орден Чорного орла з орденським ланцюгом
  - Орден (29 січня 1897)
  - Ланцюг (29 січня 1904)
- Кавалер Великого хреста ордена Червоного орла з короно (29 січня 1897)
- Орден Корони (Пруссія) 1-го класу
- Орден дому Гогенцоллернів
  - Великий командор королівського ордена з орденським ланцюгом.
  - Почесний хрест 1-го класу князівського ордена.
- Лицар Великого хреста ордена Нідерландського лева
- Орден «Османіє» 1-го класу з зіркою і діамантами
- Орден Слона (Данія)
- Кавалер Великого хреста ордена Вендської корони із золотою короною (Велике герцогство Мекленбург-Шверін)
- Кавалер Великого хреста Королівського Вікторіанського ордена (Британська імперія)
- Залізний хрест 2-го і 1-го класу
- Почесний хрест ветерана війни з мечами
- Золотий партійний знак НСДАП